# Cephalotaxus
Cephalotaxus is een botanische naam van een boomgeslacht dat wordt ingedeeld in de knoptaxusfamilie (Cephalotaxaceae), soms ook in de taxusfamilie (Taxaceae), en dat tot de orde van de coniferen (Coniferales) behoort. Het bevat ongeveer elf soorten. Philipp Franz von Siebold stuurde in 1829 de eerste exemplaren van Japan naar Europa (België), Cephalotaxus harringtonia.

## Kenmerken

### Vegetatieve kenmerken
De Cephalotaxus-soorten groeien als groenblijvende, kleine bomen of struiken. De naalden zijn in een spiraal op de tak gerangschikt, met zijtakken kan de naald in twee lijnen werken. Aan de onderkant van het blad zijn duidelijk twee huidmondjes te herkennen, elk bestaande uit 11 tot 24 rijen huidmondjes, ze zien er meestal wit uit.

### Generatieve kenmerken
Cephalotaxus-soorten zijn meestal tweehuizig, zelden eenhuizig, gescheiden geslachten. De mannelijke bloemen staan op takken van het voorgaande jaar in groepen van zes tot acht als koppen bij elkaar, meestal op een steel die meestal in een spiraal is bedekt met schubben, elk boven een min of meer eivormig schutblad. De mannelijke kegelachtige bloemen bevatten 4 tot 16 microsporofylen, elk met gewoonlijk drie (zelden twee of vier) stuifmeelzakjes. Het stuifmeel wordt verspreid door de wind. De vrouwelijke kegels staan op relatief lange stelen aan de uiteinden van de takken afzonderlijk of tot zes (zelden tot acht) samen. In de vrouwelijke kegels bevinden zich kruislings tegenover elkaar liggende paren afdekschalen. Elke dekschaal heeft twee axillaire, rechtopstaande eitjes, waarvan er meestal maar één ontstaat. Zaadschubben zijn er niet in te herkennen. De bestuivingsdaling is relatief groot en heeft een lange houdbaarheid. Ze bloeien in de lente en de zaden rijpen in het volgende jaar (dit is waar ze verschillen van taxusbomen). De ongeveer 2 cm lange zaden zijn omgeven door een zaadvlies (arillus). De pruimvormige aril is lichtbruin of groen en heeft een ovale vorm met een lengte van ongeveer 3 centimeter. De kieming is epigisch. De zaailingen hebben twee zaadlobben.

## Gebruik
Bij sommige Cephalotaxus-soorten wordt het hout gebruikt als constructiehout of als brandhout. Het hout van Cephalotaxus koreana wordt wereldwijd verhandeld. In India wordt olie gewonnen uit de zaden, die medicinaal wordt gebruikt. Sommige ingrediënten zijn onderzocht op hun medicinale, vooral anti-carcinogene effecten. De volledig rijpe pit van sommige soorten wordt rauw gegeten. Er zijn maar weinig soorten zaden die rauw of gekookt worden gegeten. Lampolie kan worden verkregen uit de zaden van Cephalotaxus harringtonia var. Drupacea. Sommige Cephalotaxus-soorten en hun variëteiten zijn sierplanten voor parken en tuinen. Een opvallende variant is de kolomkopschijf (Cephalotaxus harringtonia 'Fastigiata' ).

## Chromosoomsets en ingrediënten
Met n = 12 hebben ze een van de grootste sets chromosomen in de naaldbomen. De ingrediënten zijn onder meer flavonoïden, alkaloïden en troponen, bijvoorbeeld cefalotaxines en harringtonines.

## Systematiek, botanische geschiedenis en verspreiding
Sommige soorten werden eerder beschreven als Taxus. Het geslacht Cephalotaxus werd in 1842 opgericht door Philipp Franz von Siebold en Joseph Gerhard Zuccarini in Stephan Ladislaus Endlicher: Genera Plantarum, Supplement 2, pagina 27. De familie Cephalotaxaceae werd in 1907 gepubliceerd door Franz Wilhelm Neger in Nadelhölzer, 23, 30. De omvang van de families Taxaceae en Cephalotaxaceae wordt besproken. Sommige auteurs plaatsen ook Amentotaxus in deze familie. Volgens sommige auteurs behoren drie geslachten tot de familie Cephalotaxaceae. Andere auteurs noemen Cephalotaxus het zesde geslacht van de Taxaceae, dus Cephalotaxaceae zou alleen een synoniem zijn van Taxaceae.
Cephalotaxus-soorten zijn beperkt in hun verspreiding naar Azië. Zes tot zeven soorten zijn inheems in China. Daarnaast worden hoofdwortels ook gevonden in Korea, Japan, Myanmar, Laos, Vietnam, Maleisië en India. Soorten van de koprasp geven de voorkeur aan schaduwrijke locaties en groeien meestal in het kreupelhout van bossen. Hun leefgebied zijn voornamelijk bergbossen met gematigde klimaten, waar ze samen met loofbomen staan. De plantenfamilie van de Cephalotaxaceae had vroeger een veel bredere verspreiding met veel soorten. Fossielen zijn bekend uit het Jura in Groenland, uit het Mioceen en Plioceen uit Europa en het noordwesten van Noord-Amerika. Er zijn elf (acht tot twaalf) soorten Cephalotaxus:
- Fortune's head taxus (Cephalotaxus fortunei Hook.): De ongeveer twee soorten gedijen in China en het noorden van Myanmar op een hoogte van 200 tot 3700 meter.
- Cephalotaxus griffithii Hook.: Het is endemisch voor het Mishmi-gebergte in Assam.
- Cephalotaxus hainanensis H.L.Li: Het komt alleen voor op het eiland Hainan en misschien in Guangdong en Guangxi.
- Japanse taxus of Harrington's head taxus (Cephalotaxus harringtonia (Knight ex J.Forbes) K.Koch): Natuurlijke sites zijn in loofverliezende loofbossen op een hoogte van 600 tot 1000 meter in Japan en Korea. Er zijn ongeveer twee soorten en vele vormen van cultuur, aangezien deze soort al lang in Japan en China wordt gekweekt.
- Cephalotaxus koreana Nakai: Thuis in China en Korea.
- Cephalotaxus lanceolata K.M. Feng: Het is endemisch in het noordwesten van Yunnan (Gongshan Drungzu Nuzu Zizhixian boven Dulongjiang) en in het noorden van Myanmar op een hoogte van ongeveer 1900 meter.
- Cephalotaxus latifolia W.C.Cheng & L.K.Fu ex L.K.Fu et al.: Hij gedijt in bergachtige gebieden op hoogtes van 900 tot 2400 meter in China.
- Cephalotaxus mannii Hook.: Het is endemisch voor het Khashia-gebergte in India. In de Flora van China, waaronder Cephalotaxus hainanensis H.L.Li en Cephalotaxus griffithii Hook. vervolgens inclusief hun verspreiding.
- Cephalotaxus oliveri Masters: Het gedijt op hoogtes van 300 tot 1800 meter in de Chinese provincies in het noorden van Guangdong, Guizhou, westelijk Hubei, Hunan, oostelijk Jiangxi, zuidelijk en westelijk Sichuan en oostelijk Yunnan.
- Chinese taxusboom (Cephalotaxus sinensis (Rehder & E.H.Wilson) H.L.Li): Hij gedijt in China op een hoogte van 600 en 2300 meter (in Yunnan tot 3200 meter).
- Cephalotaxus wilsoniana Hayata: Hij gedijt alleen op hoogtes van 1400 tot 3000 meter in centraal en noordelijk Taiwan (Formosa).